# (17121) Fernandonido
(17121) Fernandonido est un astéroïde de la ceinture principale.

## Description
(17121) Fernandonido est un astéroïde de la ceinture principale. Il fut découvert le 10 mai 1999 à Socorro (Nouveau-Mexique) par LINEAR. Il présente une orbite caractérisée par un demi-grand axe de 2,61 UA, une excentricité de 0,10 et une inclinaison de 6,2° par rapport à l'écliptique.

## Compléments